# Meidericher Spielverein Duisburg 2009-2010
Questa voce raccoglie le informazioni riguardanti il Meidericher Spielverein Duisburg nelle competizioni ufficiali della stagione 2009-2010.

## Stagione
Nella stagione 2009-2010 il Duisburg, allenato da Milan Šašić, concluse il campionato di 2. Bundesliga al 6º posto. In Coppa di Germania il Duisburg fu eliminato agli ottavi di finale dall'Augusta.

## Rosa
| N. |                      | Ruolo | Calciatore          |
| -- | -------------------- | ----- | ------------------- |
| 18 | Svizzera (bandiera)  | P     | Marcel Herzog       |
| 31 | Germania (bandiera)  | P     | Rafał Koczor        |
| 1  | Germania (bandiera)  | P     | Tom Starke          |
| 14 | Brasile (bandiera)   | D     | Bruno Soares        |
| 15 | Germania (bandiera)  | D     | Frank Fahrenhorst   |
| 2  | Germania (bandiera)  | D     | Bernd Korzynietz    |
| 25 | Germania (bandiera)  | D     | Alexander Meyer     |
| 4  | Germania (bandiera)  | D     | Björn Schlicke      |
| 17 | Germania (bandiera)  | D     | Sven Theißen        |
| 3  | Brasile (bandiera)   | D     | Tiago Calvano       |
| 16 | Germania (bandiera)  | D     | Matthias Tietz      |
| 28 | Francia (bandiera)   | D     | Olivier Veigneau    |
| 22 | Germania (bandiera)  | C     | Alon Abelski        |
| 34 | Danimarca (bandiera) | C     | Kristoffer Andersen |
| 32 | Tunisia (bandiera)   | C     | Änis Ben-Hatira     |

| N. |                                 | Ruolo | Calciatore        |
| -- | ------------------------------- | ----- | ----------------- |
| 13 | Germania (bandiera)             | C     | Adam Bodzek       |
| 20 | Bosnia ed Erzegovina (bandiera) | C     | Ivica Grlić       |
| 24 | Germania (bandiera)             | C     | Kevin Grund       |
| 47 | Germania (bandiera)             | C     | Burakcan Kunt     |
| 11 | Turchia (bandiera)              | C     | Olcay Şahan       |
| 7  | Germania (bandiera)             | C     | Kevin Schindler   |
| 8  | Romania (bandiera)              | C     | Mihai Tararache   |
| 10 | Germania (bandiera)             | C     | Christian Tiffert |
| 26 | Australia (bandiera)            | C     | Dario Vidošić     |
| 29 | Germania (bandiera)             | C     | Tobias Willi      |
| 16 | Germania (bandiera)             | A     | Nicky Adler       |
| 9  | Serbia (bandiera)               | A     | Srđjan Baljak     |
| 21 | Brasile (bandiera)              | A     | Caiuby            |
| 27 | Germania (bandiera)             | A     | Maurice Exslager  |
| 19 | Danimarca (bandiera)            | A     | Søren Larsen      |

## Organigramma societario
Area tecnica
- Allenatore: Milan Šašić
- Allenatore in seconda: Mario Baric, Uwe Speidel
- Preparatore dei portieri: Manfred Gloger
- Preparatori atletici:

## Risultati

### 2. Bundesliga

#### Girone di andata
| Arbitro: | Zwayer |

|           |           |                |
| Cenci 85’ | Marcatori | 4’, 40’ Wagner |

| Arbitro: | Stark |

|                       |           |                   |
| Wagner 45’ Bodzek 83’ | Marcatori | 41’ Shao 59’ Jula |

| Arbitro: | Aytekin |

|                            |           |                         |
| Bruns 13’ (rig.) Takyi 27’ | Marcatori | 16’ Kouemaha 59’ Wagner |

| Arbitro: | Gräfe |

|                                      |           |  |
| Tararache 43’ Tiffert 52’ Wagner 60’ | Marcatori |  |

| Arbitro: | Rafati |

|                                             |           |                   |
| Amedick 27’ Sam 50’ Jendrišek 57’ Nemec 67’ | Marcatori | 85’ (aut.) Rodnei |

| Arbitro: | Gagelmann |

|  |           |                             |
|  | Marcatori | 35’ Kirch 65’, 69’ Federico |

| Arbitro: | Dingert |

|              |           |  |
| Şmïdtgal' 6’ | Marcatori |  |

| Arbitro: | Christ |

|                      |           |           |
| Larsen 28’, 48’, 84’ | Marcatori | 82’ Biran |

| Arbitro: | Kempter |

|                                |           |            |
| Holebas 5’ Mlapa 50’ Lauth 88’ | Marcatori | 61’ Larsen |

| Arbitro: | Schößling |

|                                           |           |           |
| Fahrenhorst 23’ Ben-Hatira 29’ Yankov 43’ | Marcatori | 70’ Retov |

| Arbitro: | Willenborg |

|  |           |                                 |
|  | Marcatori | 9’ Larsen 34’ Soares 45’ Caiuby |

| Arbitro: | Fritz |

|                            |           |                      |
| Caiuby 14’ Fahrenhorst 21’ | Marcatori | 51’ Busch 89’ Döring |

| Arbitro: | Schriever |

|  |           |           |
|  | Marcatori | 62’ Adler |

| Arbitro: | Stieler |

|                         |           |                          |
| Tiffert 73’, 79’ (rig.) | Marcatori | 24’ Brinkmann 64’ Traoré |

| Arbitro: | Ittrich |

|           |           |                     |
| Sağlık 5’ | Marcatori | 43’, 65’, 79’ Grlić |

| Arbitro: | Thielert |

|  |           |           |
|  | Marcatori | 22’ Grlić |

| Arbitro: | Brych |

|  |           |                |
|  | Marcatori | 23’, 78’ Guèye |

#### Girone di ritorno
| Arbitro: | Fritz |

|                                                      |           |  |
| Baljak 13’ Grlić 44’ Şahan 60’ Adler 65’ Tiffert 81’ | Marcatori |  |

| Arbitro: | Sippel |

|  |           |            |
|  | Marcatori | 90’ Baljak |

| Arbitro: | Fleischer |

|  |           |                    |
|  | Marcatori | 6’ Ebbers 20’ Naki |

| Arbitro: | Meyer |

|                         |           |  |
| Lambertz 17’ Harnik 24’ | Marcatori |  |

| Arbitro: | Stark |

|            |           |               |
| Baljak 73’ | Marcatori | 70’ Jendrišek |

| Arbitro: | Rafati |

|               |           |                            |
| Mijatović 57’ | Marcatori | 9’ Baljak 79’ (aut.) Feick |

| Arbitro: | Dingert |

|                       |           |                     |
| Caiuby 13’ Baljak 29’ | Marcatori | 7’, 31’ Stoppelkamp |

| Arbitro: | Ittrich |

|  |           |              |
|  | Marcatori | 55’ Schlicke |

| Arbitro: | Weiner |

|  |           |           |
|  | Marcatori | 84’ Rakić |

| Arbitro: | Welz |

|                                   |           |            |
| Dahlén 2’ Orestes 56’ Jänicke 81’ | Marcatori | 84’ Baljak |

| Arbitro: | Leicher |

|                                                 |           |            |
| Baljak 26’ Şahan 48’ Fahrenhorst 64’ Caiuby 87’ | Marcatori | 49’ Mavrič |

| Arbitro: | Metzen |

|  |           |           |
|  | Marcatori | 75’ Adler |

| Arbitro: | Steinhaus |

|           |           |           |
| Caiuby 9’ | Marcatori | 64’ Nöthe |

| Arbitro: | Schmidt |

|                     |           |  |
| Hain 31’ Traoré 72’ | Marcatori |  |

| Arbitro: | Christ |

|                          |           |                            |
| Exslager 49’ Vidošić 88’ | Marcatori | 30’, 83’ Sağlık 58’ Brandy |

| Arbitro: | Grudzinski |

|  |           |          |
|  | Marcatori | 54’ Fink |

| Arbitro: | Wingenbach |

|          |           |            |
| Auer 87’ | Marcatori | 28’ Bodzek |

### Coppa di Germania
| Arbitro: | Perl |

|            |           |                           |
| Semmer 61’ | Marcatori | 26’ (rig.), 69’ Tararache |

| Arbitro: | Fritz |

|  |           |              |
|  | Marcatori | 90’ Andersen |

| Arbitro: | Kircher |

|                                                                 |           |  |
| Larsen 45’ (aut.) Thurk 47’ Möhrle 55’ Torghelle 74’ Ndjeng 76’ | Marcatori |  |

## Statistiche

### Statistiche di squadra
| Competizione      | Punti | In casa | In casa | In casa | In casa | In casa | In casa | In trasferta | In trasferta | In trasferta | In trasferta | In trasferta | In trasferta | Totale | Totale | Totale | Totale | Totale | Totale | DR |
| Competizione      | Punti | G       | V       | N       | P       | Gf      | Gs      | G            | V            | N            | P            | Gf           | Gs           | G      | V      | N      | P      | Gf     | Gs     | DR |
| ----------------- | ----- | ------- | ------- | ------- | ------- | ------- | ------- | ------------ | ------------ | ------------ | ------------ | ------------ | ------------ | ------ | ------ | ------ | ------ | ------ | ------ | -- |
| 2. Bundesliga     | 50    | 17      | 5       | 6       | 6       | 30      | 25      | 17           | 9            | 2            | 6            | 21           | 21           | 34     | 14     | 8      | 12     | 51     | 46     | +5 |
| Coppa di Germania | -     | 0       | 0       | 0       | 0       | 0       | 0       | 3            | 2            | 0            | 1            | 3            | 6            | 3      | 2      | 0      | 1      | 3      | 6      | -3 |
| Totale            | -     | 17      | 5       | 6       | 6       | 30      | 25      | 20           | 11           | 2            | 7            | 24           | 27           | 37     | 16     | 8      | 13     | 54     | 52     | +2 |

### Andamento in campionato
| Giornata  | 1 | 2 | 3 | 4 | 5 | 6  | 7  | 8  | 9  | 10 | 11 | 12 | 13 | 14 | 15 | 16 | 17 | 18 | 19 | 20 | 21 | 22 | 23 | 24 | 25 | 26 | 27 | 28 | 29 | 30 | 31 | 32 | 33 | 34 |
| --------- | - | - | - | - | - | -- | -- | -- | -- | -- | -- | -- | -- | -- | -- | -- | -- | -- | -- | -- | -- | -- | -- | -- | -- | -- | -- | -- | -- | -- | -- | -- | -- | -- |
| Luogo     | T | C | T | C | T | C  | T  | C  | T  | C  | T  | C  | T  | C  | T  | T  | C  | C  | T  | C  | T  | C  | T  | C  | T  | C  | T  | C  | T  | C  | T  | C  | C  | T  |
| Risultato | V | N | N | V | P | P  | P  | V  | P  | V  | V  | N  | V  | N  | V  | V  | P  | V  | V  | P  | P  | N  | V  | N  | V  | P  | P  | V  | V  | N  | P  | P  | P  | N  |
| Posizione | 5 | 5 | 6 | 3 | 5 | 12 | 15 | 11 | 13 | 9  | 8  | 9  | 7  | 7  | 5  | 4  | 5  | 5  | 5  | 5  | 5  | 6  | 5  | 6  | 5  | 5  | 6  | 5  | 5  | 5  | 5  | 5  | 5  | 6  |

Legenda:

Luogo: C = Casa; T = Trasferta. Risultato: V = Vittoria; N = Pareggio; P = Sconfitta.

### Statistiche dei giocatori
| Giocatore      | 2. Bundesliga | 2. Bundesliga | 2. Bundesliga | 2. Bundesliga | Coppa di Germania | Coppa di Germania | Coppa di Germania | Coppa di Germania | Totale   | Totale | Totale      | Totale     |
| Giocatore      | Presenze      | Reti          | Ammonizioni   | Espulsioni    | Presenze          | Reti              | Ammonizioni       | Espulsioni        | Presenze | Reti   | Ammonizioni | Espulsioni |
| -------------- | ------------- | ------------- | ------------- | ------------- | ----------------- | ----------------- | ----------------- | ----------------- | -------- | ------ | ----------- | ---------- |
| M. Herzog      | 3             | 0             | 0             | 0             | -                 | -                 | -                 | -                 | 3        | 0      | 0           | 0          |
| R. Koczor      | -             | -             | -             | -             | -                 | -                 | -                 | -                 | -        | -      | -           | -          |
| T. Starke      | 31            | 0             | 0             | 0             | 3                 | 0                 | 0                 | 0                 | 34       | 0      | 0           | 0          |
| B. Soares      | 6             | 1             | 3             | 1             | 1                 | 0                 | 0                 | 0                 | 7        | 1      | 3           | 1          |
| F. Fahrenhorst | 21            | 3             | 2             | 0             | 2                 | 0                 | 0                 | 0                 | 23       | 3      | 2           | 0          |
| B. Korzynietz  | 13            | 0             | 2             | 0             | 3                 | 0                 | 0                 | 0                 | 16       | 0      | 2           | 0          |
| A. Meyer       | -             | -             | -             | -             | -                 | -                 | -                 | -                 | -        | -      | -           | -          |
| B. Schlicke    | 23            | 1             | 1             | 0             | 3                 | 0                 | 0                 | 0                 | 26       | 1      | 1           | 0          |
| S. Theißen     | 6             | 0             | 1             | 0             | -                 | -                 | -                 | -                 | 6        | 0      | 1           | 0          |
| T. Calvano     | 27            | 0             | 5             | 1             | 1                 | 0                 | 1                 | 0                 | 28       | 0      | 6           | 1          |
| M. Tietz       | -             | -             | -             | -             | -                 | -                 | -                 | -                 | -        | -      | -           | -          |
| O. Veigneau    | 32            | 0             | 4             | 0             | 3                 | 0                 | 0                 | 0                 | 35       | 0      | 4           | 0          |
| A. Abelski     | 4             | 0             | 0             | 0             | -                 | -                 | -                 | -                 | 4        | 0      | 0           | 0          |
| K. Andersen    | 23            | 0             | 2             | 0             | 2                 | 1                 | 0                 | 0                 | 25       | 1      | 2           | 0          |
| Ä. Ben-Hatira  | 16            | 1             | 2             | 0             | 2                 | 0                 | 0                 | 0                 | 18       | 1      | 2           | 0          |
| A. Bodzek      | 31            | 2             | 9             | 1             | 2                 | 0                 | 1                 | 0                 | 33       | 2      | 10          | 1          |
| I. Grlić       | 26            | 5             | 5             | 0             | 2                 | 0                 | 0                 | 0                 | 28       | 5      | 5           | 0          |
| K. Grund       | 3             | 0             | 0             | 0             | -                 | -                 | -                 | -                 | 3        | 0      | 0           | 0          |
| B. Kunt        | 3             | 0             | 2             | 0             | -                 | -                 | -                 | -                 | 3        | 0      | 2           | 0          |
| O. Şahan       | 23            | 2             | 5             | 0             | -                 | -                 | -                 | -                 | 23       | 2      | 5           | 0          |
| K. Schindler   | 3             | 0             | 0             | 0             | -                 | -                 | -                 | -                 | 3        | 0      | 0           | 0          |
| M. Tararache   | 11            | 1             | 2             | 0             | 1                 | 2                 | 1                 | 0                 | 12       | 3      | 3           | 0          |
| C. Tiffert     | 32            | 4             | 10            | 0             | 3                 | 0                 | 1                 | 0                 | 35       | 4      | 11          | 0          |
| D. Vidošić     | 12            | 1             | 0             | 0             | -                 | -                 | -                 | -                 | 12       | 1      | 0           | 0          |
| T. Willi       | -             | -             | -             | -             | -                 | -                 | -                 | -                 | -        | -      | -           | -          |
| N. Adler       | 25            | 3             | 1             | 0             | 2                 | 0                 | 0                 | 0                 | 27       | 3      | 1           | 0          |
| S. Baljak      | 17            | 7             | 1             | 0             | -                 | -                 | -                 | -                 | 17       | 7      | 1           | 0          |
| Caiuby         | 30            | 5             | 5             | 0             | 3                 | 0                 | 0                 | 1                 | 33       | 5      | 5           | 1          |
| M. Exslager    | 2             | 1             | 0             | 0             | -                 | -                 | -                 | -                 | 2        | 1      | 0           | 0          |
| S. Larsen      | 10            | 5             | 0             | 0             | 2                 | 0                 | 0                 | 0                 | 12       | 5      | 0           | 0          |
| C. Ede         | 12            | 0             | 0             | 0             | 2                 | 0                 | 0                 | 0                 | 14       | 0      | 0           | 0          |
| D. Kouemaha    | 3             | 1             | 0             | 0             | 1                 | 0                 | 0                 | 0                 | 4        | 1      | 0           | 0          |
| S. Wagner      | 6             | 5             | 2             | 0             | 1                 | 0                 | 0                 | 0                 | 7        | 5      | 2           | 0          |
| C. Yankov      | 12            | 1             | 1             | 0             | 2                 | 0                 | 0                 | 0                 | 14       | 1      | 1           | 0          |